# Ahmad Sakr
Ahmad Sakr (en árabe: أحمد علي صقر‎; gobernación de Becá, Líbano; 7 de abril de 1970) es un exfutbolista de Líbano que jugaba en la posición de guardameta.

## Carrera

### Club
| Periodo   | Club            |
| --------- | --------------- |
| 1990–2001 | Homenmen Beirut |
| 2001–2002 | Tadamon Sour    |
| 2002–2005 | Olympic Beirut  |
| 2005–2009 | Nejmeh SC       |
| 2009–2012 | Al Mabarra Club |

### Selección nacional
Jugó para Líbano en 35 ocasiones de 1993 a 2003, participó en los Juegos Asiáticos de 1998 y en la Copa Asiática 2000.

## Logros

### Club
- Liga Premier de Líbano (1): 2008-09
- Supercopa de Líbano (1): 2008

### Individual
- Mejor salvada de la Liga Premier de Líbano: 1997–98,[3] 1998–99,[4] 2000–01[5]
- Equipo ideal de la Liga Premier de Líbano: 2005–06[6]